# Novi čas (glasilo)
Novi čas je bilo glasilo krščanskosocialnega delavstva, ki je izhajal od leta 1921 do 1922.
Novi čas je kot dnevnik izhajal v Ljubljani; uredniki so bili Anton Marinček, France Kremžar in Jože Rutar. List je zagovarjal v krščanskem taboru radikalne leve socialne poglede na delavsko vprašanje ter se zavzemal za slovensko avtonomijo in republikansko obliko jugoslovanske države. Sprva ga je vodstvo Slovenske ljudske stranke podpiralo, ker je z njim ohranjalo ravnotežje v radikaliziranih socialnih razmerah, ko pa se je Slovenska ljudska stranka ustalila v slovenski družbi, ji je postal Novi čas s preveč neodvisno delavsko in republikansko usmeritvijo odveč in ga je ukinila. 